# Josef Bohuslav Foerster
Josef Bohuslav Foerster, češki skladatelj, * 30. december 1859,  Praga, Avstrijsko cesarstvo, † 29. maj 1951, Nový Vestec, Češkoslovaška.
Pisal je cerkveno in zborovsko glasbo, simfonije, opere ...
Njegovo najbolj znano delo je danes opera Eva (1897), v ljubljanski Operi uprizorjena leta 1925.